# Francisco de Moncada
Francisco de Moncada y Moncada, marchese di Aitona (in catalano Francesc de Montcada i de Montcada; Valencia, 29 dicembre 1586 – Goch, 17 agosto 1635), è stato un diplomatico, militare e scrittore spagnolo.

## Biografia

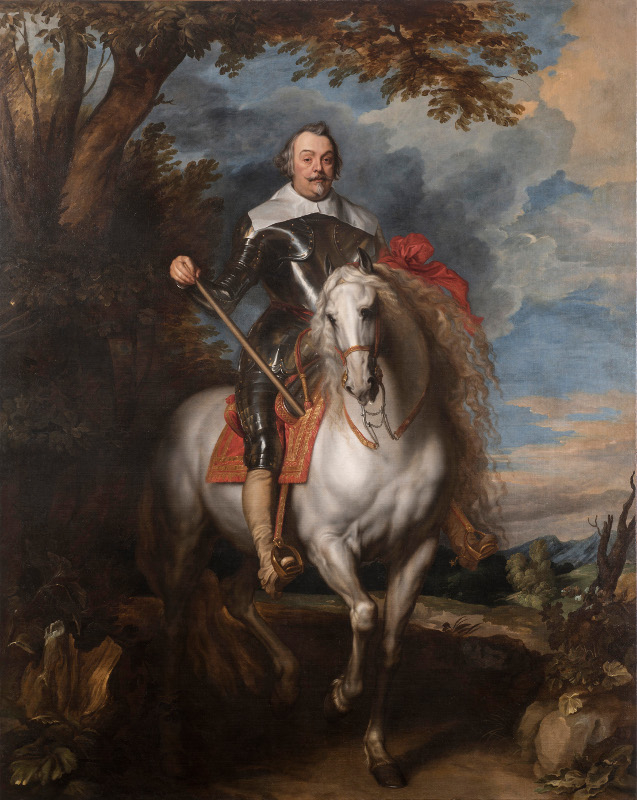
Ritratto equestre di Francisco de Moncada, opera di van Dyck.

Nacque a Valencia il 29 dicembre 1586, da Gastón, II marchese di Aitona, e da Catalina de Moncada y Bou, signora di Vilamarxant e di Callosa d'en Sarrià, di cui era primogenito di cinque figli. Fin da piccolo, Francisco si dedicò alla lettura di libri riguardanti la cavalleria medievale e la poesia trobadorica; tra le sue letture, il racconto epico Tirant lo Blanch di Joanot Martorell, che aveva ispirato anche Cervantes per il suo Don Chisciotte.
Entrato nell'esercito in giovane età, nel 1624 fu inviato da re Filippo IV d'Asburgo alla corte di Vienna, come ambasciatore spagnolo presso il Sacro Romano Impero. La sua attività di diplomatico fu brillante, tanto che l'imperatore Ferdinando II d'Asburgo ne rimase positivamente colpito.
Successivamente fu consigliere di Isabella Clara Eugenia d'Asburgo, figlia di re Filippo II di Spagna e reggente dei Paesi Bassi. Nel 1630 fu nominato ammiraglio della flotta spagnola nei mari dei Paesi Bassi e due anni dopo, nel 1632, fu nominato generale in capo dell'esercito. Nel 1634 il Re decise di mettere Moncada al posto di Isabella nella carica di governatore dei Paesi Bassi.
Il Marchese di Aitona morì il 17 agosto 1635, durante la battaglia di Goch, in Germania. Fu sposato in prime nozze con la nobildonna Margarita de Castro y Alagón, signora di Alfajarín, da cui ebbe otto figli, ed in seconde nozze con Magdalena de Guzmán, da cui non ebbe figli. Una dei suoi figli, Catalina de Moncada y Castro, fu la seconda moglie del nobile siciliano Luigi Guglielmo Moncada, V principe di Paternò.

## Opere
Moncada fu anche scrittore: scrisse il trattato Expedicion de Catalanes y Argoneses al Oriente, riguardante l'attività della Compagnia Catalana, fondata nell'ambito delle crociate. Questo volume parla della vita di Ruggero da Fiore, cavaliere templare che contribuì alla caduta della città di Bisanzio e alla conquista da parte della Cristianità occidentale del ducato di Atene. Moncada scrisse anche la Vida de Anicio Manlio Torquato Severino Boecio, che apparve a stampa postuma, nel 1642.
Elenco delle opere
- Expedición de los catalanes y aragoneses contra turcos y griegos
- Vida de Anicio Manlio Torquato Severino Boecio
- Genealogía de la casa de los Moncada
- Antigüedad del santuario de Montserrate